# Hotel Royale
Hotel Royale (v anglickém originále The Royale) je v pořadí dvanáctá epizoda druhé sezóny seriálu Star Trek: Nová generace.

## Příběh
Riker, Worf a Dat se transportují k jakési podivné budově na mimozemské planetě. Jakmile do ní vstoupí, zjistí, že se nacházejí v hotelu a kasinu na starý pozemský způsob nazvaném Royale a že jsou v pasti, jelikož z nějakého důvodu již nemohou ven, a to ani s pomocí transportéru.
Během prozkoumávání budovy objeví tělesné pozůstatky astronauta NASA Stevena Richeyho, který se zde dožil vysokého věku, a knihu Hotel Royale od Todda Matthewse. Rovněž najdou jeho deník, ve kterém popisuje, jak se jeho loď setkala na své cestě s mimozemšťany a že on byl jediný, kdo přežil. Naneštěstí pro něj mimozemšťané vytvořili napodobeninu hotelu Royale, protože se domnívali, že jeho kniha je instruktáž, jakým způsobem lidé žijí. Nevěděli, že mu tím udělají ze života peklo. Riker, Dat a Worf nakonec zjistí, že v takto vytvořeném prostředí se dokonce odehrává i děj oné knihy.
Nicméně všechny dosavadně zjištěné informace jim stále neprozrazují, jak se dostat z budovy pryč. To zjistí, až když si Dat rychle celý román přečte. Mimozemšťané vytvořili vše tak, že žádná z postav odehrávajícího se příběhu nemůže budovu opustit, dokud jí to není příběhem určeno. Riker usoudí, že by měli na sebe vzít roli zahraničních investorů, kteří plánují hotel koupit. Aby to mohli provést, pustí se do hraní hazardních her a s pomocí Data postupně vyhrají potřebný obnos na koupi hotelu, čímž naplní svou příběhovou linii a úspěšně poté budovu opustí.

## Zajímavosti
- Epizoda zmiňuje Velkou Fermatovu větu a konstatuje, že ještě nebylo ani po 800 letech nalezeno její řešení. Důkaz byl nicméně nalezen a publikován v roce 1995 Andrewem Wilesem. Stalo se tak pět let po premiéře epizody „Hotel Royale“.

- Ve scéně, kde Geordi popisuje podmínky panující na povrchu planety, říká, že teplota na povrchu je -291 °C, což je však teoreticky nemožné, jelikož absolutní nula (tedy nejnižší možná teplota vůbec) je -273,15 °C.